# Wiaczesław Triasunow
Wiaczesław Konstantinowicz Triasunow, ros. Вячеслав Константинович Трясунов (ur. 24 czerwca 1985 w Sławgorodzie, ZSRR) – kazachski hokeista pochodzenia rosyjskiego, reprezentant Kazachstanu.

## Kariera
- Motor 2 Barnauł (2001-2004)
- Motor Barnauł (2003-2004)
- Zauralje Kurgan (2004-2005)
- Kazakmys 2 Karaganda (2005)
- Sokoł Krasnojarsk (2005-2006)
- Mietałłurg Sierow (2006-2009)
- Ciarko KH Sanok (2009)
- Bejbarys Atyrau (2009-2014)
- Jertys Pawłodar (2014-2015)
- Barys Astana (2015-2017)
  -  Barys Astana (2015/2016)
- Bejbarys Atyrau (2017-2018)
- Arłan Kokczetaw (2018)
- Kułagier Pietropawłowsk (2018-2019)
- Zagłębie Sosnowiec (2019-2020)
- SC Energija (2021/2022)

Wychowanek Motoru Barnauł. Od 2009 występuje w klubach kazachskich. Od lipca do sierpnia 2009 zawodnik Ciarko KH Sanok (wraz z nim jego rodacy Jewgienij Afonin, Aleksandr Golc, Aleksandr Klimow). Trzech z nich (bez Golca) rozegrali w barwach Sanoka dwa mecze w edycji Pucharu Polski 2009. Od 2009 przez pięć sezonów w klubie Bejbarys Atyrau. Od maja 2014 zawodnik Jertystu Pawłodar. Od sierpnia 2015 zawodnik Barysu Astana w lidze KHL. Od  września 2019 do początku stycznia 2020 był zawodnikiem Zagłębia Sosnowiec.
Został reprezentantem Kazachstanu. Uczestniczył w turniejach hokeja mężczyzn na Zimowej Uniwersjadzie 2013 oraz mistrzostw świata w 2015 (Dywizja I), 2016 (Elita).

## Sukcesy
Reprezentacyjne
- Srebrny medal zimowej uniwersjady: 2013
- Awans do MŚ Elity: 2015

Klubowe
- Srebrny medal mistrzostw Kazachstanu: 2010, 2013 z Bejbarysem Atyrau
- Złoty medal mistrzostw Kazachstanu: 2011, 2012 z Bejbarysem Atyrau, 2015 z Jertysem Pawłodar
- Puchar Kazachstanu: 2014 z Jertysem Pawłodar

Indywidualne
- Kazachska liga w hokeju na lodzie 2009/2010: pierwsze miejsce w klasyfikacji kanadyjskiej wśród obrońców: 20 punktów